# 圣膏油
圣膏油记载在圣经出埃及记30章22-25节，原料是500舍客勒(约6千克)的没药，一半数量(约3千克)的香肉桂，250舍客勒(衡量單位又稱為「謝克爾」)(约3千克)的菖蒲，500舍客勒(约6千克)的桂皮，和一欣(约4升)的橄榄油。

### 聖膏油在舊約的應用
在出埃及记30章25-30节記載的聖膏油是以色列人用以塗抹神的帳幕及其內的一切器具、祭壇和壇的一切器具、洗濯盆和盆座、以及祭司，使這一切成為聖別，分別為聖歸與神的。

### 聖膏油的調製
在出埃及记30章32节記載凡調製與這相似的聖膏油，或將這膏油在不是祭司的人的身上的，這人要從民中剪除。

### 聖膏油的成分在聖經中的意義
1. 一欣橄欖油在聖經中表徵神的靈。
2. 流質的沒藥聞起來是香的，嘗起來卻是苦的，有學者認為這表徵基督寶貴的死[1]。在聖經裏，沒藥多半用於埋葬的時候。照約翰福音十九章來看，尼哥底母等人豫備埋葬耶穌的身體時，就用了沒藥。 因此，沒藥與死有關。沒藥來自芳香的樹。這種樹因著受到切割或因某種天然的裂口或開口，會自然地流出汁液。古時候，這種汁液也用來減輕死亡的痛苦。主耶穌被釘十字架的時候，有人拿沒藥調和的酒給祂，要減輕祂的痛苦。然而，祂不肯接受。因此，沒藥表徵基督的死。
3. 芳香的肉桂有特殊的香味，除了用作香料外，它還有藥用價值，如強心、醫治糖尿病、高血壓等等。因此，它表徵基督之死的功效。
4. 菖蒲是一種能站立在沼澤淤泥之地的蘆薈，其希伯來語的字根意思也是站立。因此，一種觀點認為基督如菖蒲般被擺在沼澤、死亡之地，但基督從死地復活，在復活裏起來，站立了，因此可表徵基督的復活。
5. 桂皮在古時用以驅逐蛇蟲，也具強烈辛辣芳香的氣味，植物能生長在惡劣的環境，因此，可表徵基督復活的大能，也表徵基督的復活能經起一切環境，驅逐所有邪惡的蛇蟲，尤其是古蛇魔鬼。

### 新約聖經中的聖膏油
新約中使徒約翰在約翰壹書二章二十及二十七節中曾提及聖膏油，約翰在希臘原文用χρῖσμα一字。和合本聖經翻譯為恩膏，英文為Anointing, 恢復本聖經譯本翻譯作膏油塗抹，準確地表達出使徒約翰所指，新約信徒領受了從神而來用以膏抹的油(就是聖靈)，在信徒裡塗抹、運行、在凡事上教導信徒。

### 聖膏油對新約聖徒的應用

#### 防備基督身位的異端教訓
膏油的塗抹是要信徒防備基督身位的異端教訓。使徒約翰在約翰壹書二章二十節說到膏油塗抹以前，在十八節說到敵基督的，十九節又一次題起他們。不但如此，他在二十六節題到『那些迷惑你們的人。』在約翰一書四章三節，使徒約翰說到『敵基督者的靈』。照著約翰壹書整個上下文來看，膏油塗抹/恩膏的功用乃是要新約信徒防備異端的教訓。

#### 住在主裏面
約翰壹書指出新約信徒按著住在信徒裏面膏油塗抹/恩膏的教導，住在主裏面。『住』的希臘原文 μένω 意思為停留在某種地方、情形、關係或盼望中。因此，按著膏油塗抹/恩膏的教導，信徒能以享受與神的交通，並使交通得以維持。

#### 凡事上教導信徒
按著約翰壹書整個上下文來看，約翰壹書二章二十七節的『凡事』指著一切與神聖三一有關之基督身位的事。這種教導不是外面言語上的教導，乃是信徒裡面，藉著內裡屬靈知覺的教導。一種觀點更指出這種教導，乃是將神的元素塗抹到信徒裡面，作信徒的元素，使信徒因著神聖的元素而在神聖的生命裡長大。